# Maues

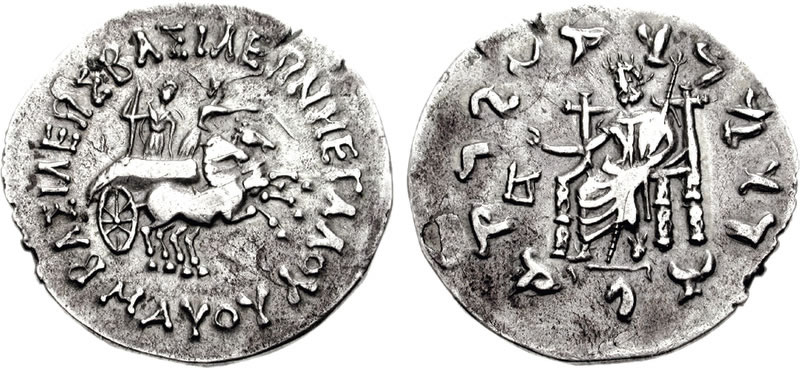
Moneda de Maues

Maues —epigràficament ΜΑΥΟΥ Mauou— rei fou un rei indoescita (85–60 aC) que va envair els territoris del regne Indogrec.

## El rei

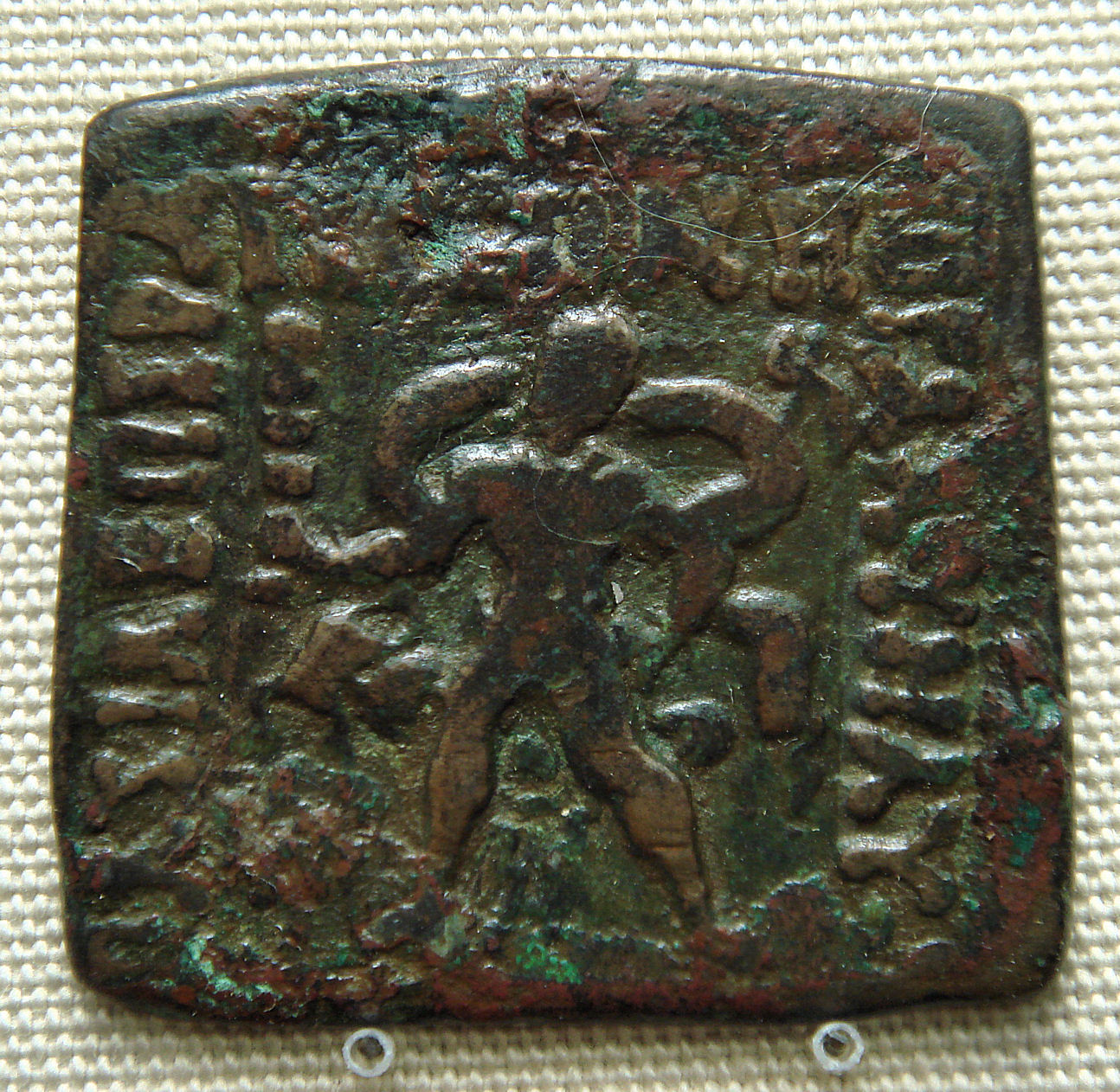
Moneda de Maues al Museu Britànic

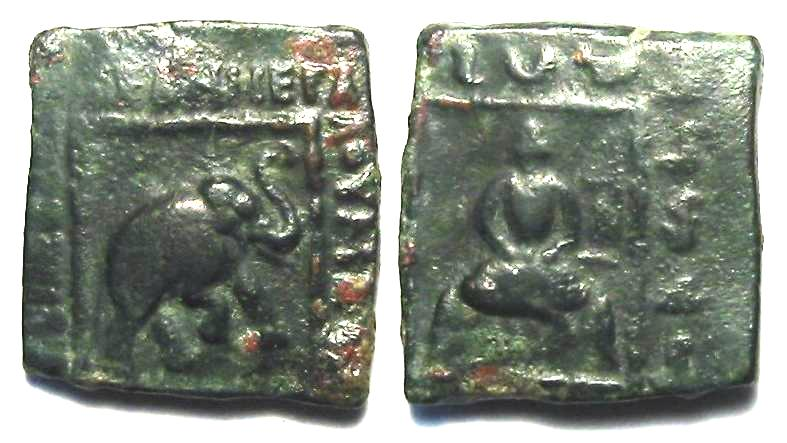
Moneda de Maues

Maues va creuar el Karakorum amb els saces del Sistan i va conquerir Aracòsia i Gandhara. Tenia per capital a Sirkap però va fabricar moltes de les seves monedes a Tàxila. No va poder conquerir els territoris indogrecs del Panjab a l'est del riu Jhelum i a la seva mort els grecs van recuperar gran part del que havien perdut. És conegut principalment per les seves monedes inspirades de les monedes gregues i que representen deïtats gregues i índies i estaven inscrites amb lletres gregues i kharosthi.
Això demostraria un alt nivell de respecte per la cultura grega i un desig d'assimilació més de destrucció. Maues segurament va governar els territoris conquerits mercès als seus mitjans militars, però d'altra banda va conservar una bona relació amb les comunitats locals gregues i índies. S'ha suggerit que Maues devia ser un general escita al servei dels indogrecs, que en algun moment s'hauria apoderat del poder fins que els indogrecs el van poder expulsar. Va portar el títol de "Gran rei de reis" una titulació encara superior a la de l'imperi persa.
Una inscripció coneguda com la inscripció de Moga esmenta a Maues, i comença: 
"Al setenta vuit, 78, any del gran rei, el gran Moga, el dia cinquè, 5, dia del mes Panemos, al primer, de la Kshaharata i Kshatrapa de Chukhsa - de nom Liaka Kusuluka - el seu fill Patika - a la ciutat de Takshasila..."
Maues va emetre monedes amb una reina anomenada Machene ("ΜΑΧΗΝΗ"). Machene podria ser la filla d'un dels reis indogrecs. El rei indogrec Artèmidor Anicet es proclama en una moneda "fill de Maues".

## Maues i el budisme
Algunes de les monedes de Maues es van fer seguint el model indi, aparentment mostrant al rei amb les cames creuades i assegut; aquesta imatge, això no obstant, podria ser també la d'una de les divinitats o fins i tot s'ha suggerit que seria una de les primeres representacions de Buda en una moneda en una zona on el budisme floria en aquell temps. Maues va encunyar monedes amb símbols budistes com un lleó, que era un símbol budista des del temps del rei maurya Asoka. Aquest símbol del lleó fou també adoptat pel rei indogrec Menandre II. Maues segurament fou budista o li va donar suport, fos sincerament o per motius polítics. A les seves monedes apareixen no obstant símbols d'altres religions com la vaca de Siva, el que indica una àmplia tolerància religiosa.